# Bodeland
Bodeland är ett dalområde i norra Bohuslän.
Dalområdet ligger mellan Kville och Dingle, och utgörs av flacka, före detta fjordbottnar vilka kantas av branta bergmassiv. Mindre slättpartier finns där dalarna möts.. Området är relativt glest bebyggt med bondgårdar. Genom området rinner flera vattendrag som kantas av träd och buskar.
I dalen har flera botaniska fynd gjorts, så som vitoxel. Området har länge varit bebott, då både båtyxor från stenåldern och gravhögar från bronsåldern och framåt hittats där.